# Ruy Teixeira
Ruy Teixeira é um cientista político estadunidense de origem portuguesa. Ele escreveu vários livros sobre ciência política, dos quais o mais recente é The Emerging Democratic Majority (2002), produzido em conjunto com John Judis. Nesta obra, Teixeira argumenta que o Partido Democrata dos Estados Unidos da América está, demograficamente, destinado a se tornar o partido político da maioria no início do século XXI. Ele escreve e edita o blog Donkey Rising. 